# Pont d'Uddevalla
Le Pont d'Uddevalla (Uddevallabron en suédois, Uddevalla Bridge en anglais) est un pont suspendu qui supporte la Route européenne 6 et franchit le bras de mer Sunninge dans la commune de Uddevalla du comté de Västra Götaland dans le sud-ouest de la Suède.

## Galerie

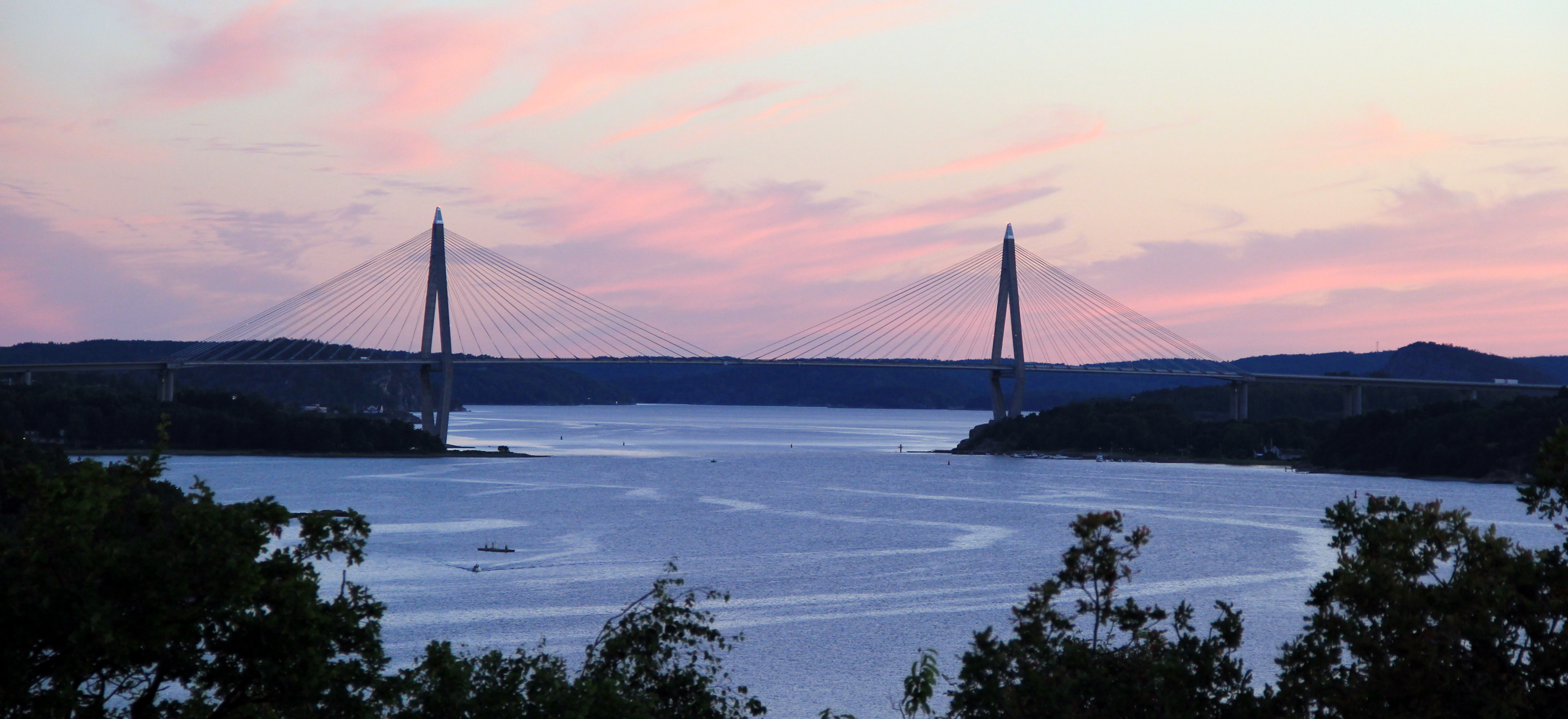
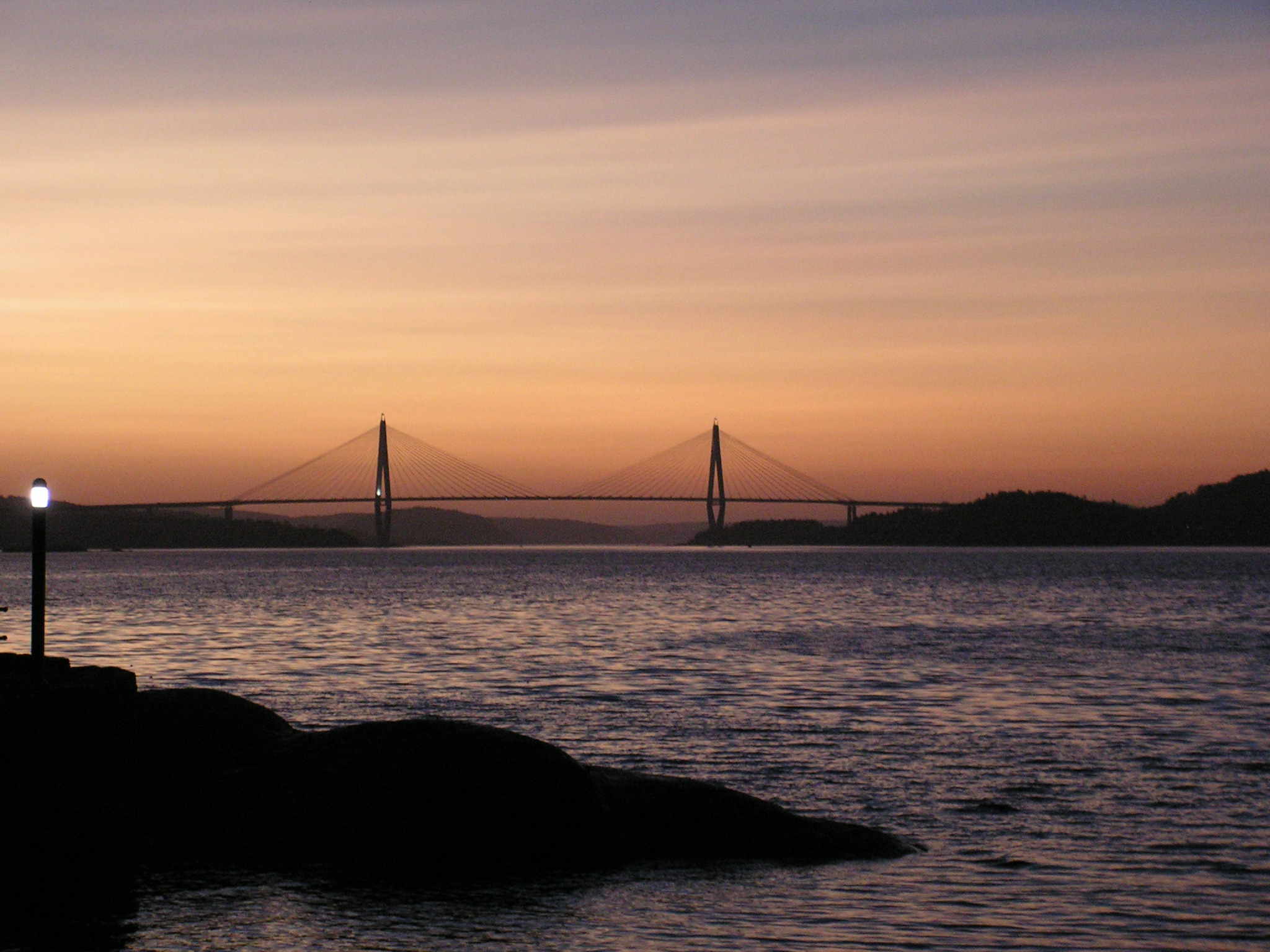
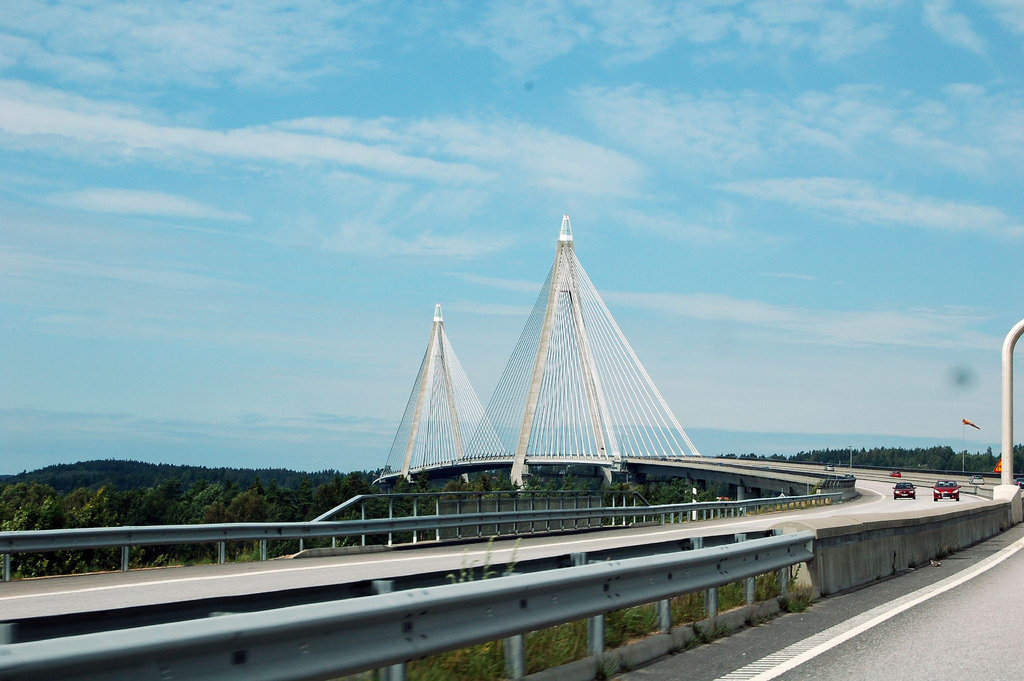